# Saint-Avit-le-Pauvre
Saint-Avit-le-Pauvre é uma comuna francesa na região administrativa da Nova Aquitânia, no departamento de Creuse. Estende-se por uma área de 4,99 km². Em 2010 a comuna tinha 80 habitantes (densidade: 16 hab./km²).